# Канадска футболна лига
Канадската футболна лига е полу-професионална лига за канадски футболни клубове, разположени предимно в провинция Онтарио, и претендира за историята на Канадската национална футболна лига (CNSL).   Към 2023 г. се състои от седем отбора, всички разположени в Онтарио.  Сезонът обикновено продължава от май до октомври, като повечето игри се играят през уикенда, последвани от формат на плейоф за определяне на общия шампион.  
Лигата е създадена през 1998 г. като Канадската професионална футболна лига от съюз, изкован от Футболната асоциация на Онтарио с Канадската национална футболна лига.  

## Състезателен формат

### Състезание в лигата
В момента има седем клуба в Канадската футболна лига. Традиционно по време на сезона на лигата отборите обикновено играят балансиран график от 18 или 22 мача от април/май до октомври/ноември, като осемте най-добри класирани отбора напредват към плейофите. В края на всеки сезон клубът с най-много точки се коронясва за шампион на редовния сезон. 
Плейофите работят като нокаут турнир с единични мачове, където победителят от финала се коронясва за шампион на CSL. 

### Състезание за купа
Канадската футболна лига преди това организира състезание за нокаут купа, известно като Open Canada Cup (преди известно като Откритата купа на правителството на Канада поради спонсорски причини) всеки сезон на лигата. 

## Препратки
1. ↑  Who We Are – Canadian Soccer League //   Посетен на February 10, 2020.
2. ↑  Jose, Colin. On-Side - 125 Years of Soccer in Ontario.   Vaughan, Ontario, Ontario Soccer Association and Soccer Hall of Fame and Museum, 2001. с. 115.
3. ↑  Canadian Soccer League - Clubs //  Canadian Soccer League.   Посетен на October 9, 2021. (на американски английски)
4. ↑  Avey, Brian. New Professional Soccer League Launched Canadian Professional Soccer League (Ontario Division) Will Kick-off in 1998 //   Ontario Soccer Association, August 20, 1997.  Архивиран от оригинала на March 3, 2016. Посетен на April 19, 2009.
5. ↑  Ault, Bill. National Dream //   Canada Kicks. Посетен на April 8, 2017.
6. ↑  Da Costa, Norman. Canada to kick off pro league in May. //   Toronto Star.
7. ↑  CPSL - Canadian Professional Soccer League //   Посетен на December 20, 2017.
8. ↑  CPSL - Canadian Professional Soccer League //    Архивиран от оригинала на 2003-07-19. Посетен на December 20, 2017.